# Bugatti Tipo 35, 37 e 39
Le Tipo 35, Tipo 37 e Tipo 39 costituiscono una famiglia di vetture da corsa prodotte tra il 1924 ed il 1931 dalla casa francese Bugatti. Per quanto riguarda la prima, si tratta di una delle vetture sportive più significative nella storia dell'auto, con un palmares di oltre 2.000 vittorie, su pista e su strada, record ancora imbattuto. Fu il modello che più di ogni altro alimentò la leggenda delle "purosangue Bugatti".

## Storia e modelli

### Genesi della Tipo 35
La Tipo 35 fu realizzata in un tempo relativamente breve: Ettore Bugatti aveva già le idee chiare sugli sviluppi sulla produzione e sull'attività sportiva della sua casa e tra l'inverno 1923 e la primavera del 1924 il progetto prese forma. Ettore Bugatti voleva una vettura concepita per le competizioni, al contrario della Tipo 13, vincente in gara, ma nata da una vettura stradale. La Tipo 13, infatti, era limitata dalla sua cilindrata relativamente ridotta, che non le consentiva di sfidare avversarie più potenti. La nuova vettura avrebbe dovuto distaccarsi dalla Tipo 13 anche per la differente impostazione meccanica e soprattutto di motore: avrebbe montato un'unità ad 8 cilindri. Tale frazionamento era nei sogni di Ettore Bugatti fin da prima della guerra, quando la casa di Molsheim era ancora ai primi passi. Inoltre, anche al termine della prima guerra mondiale fu proposta in listino la Tipo 30con motore ad 8 cilindri, declinata anche in versione da competizione Tipo 29 che ottenne risultati di rilievo, ma che denunciava pecche relative all'affidabiità del motore, non ancora adeguatamente collaudato e messo a punto. Per questo Bugatti continuò ad affidarsi allo stesso schema, motore ad 8 cilindri e pedalare. Stavolta, però i collaudi furono molto più accurati, per non avere sorprese in gara. La Tipo 35 uscì nella primavera del 1924. Iniziò la sua straordinaria carriera sportiva articolandosi in numerose versioni, alcune derivate direttamente (Tipo 37 e 39) ed altre meno, ma sempre strettamente imparentate sul piano tecnico.

### La saga delleTipo 35

#### Tipo 35

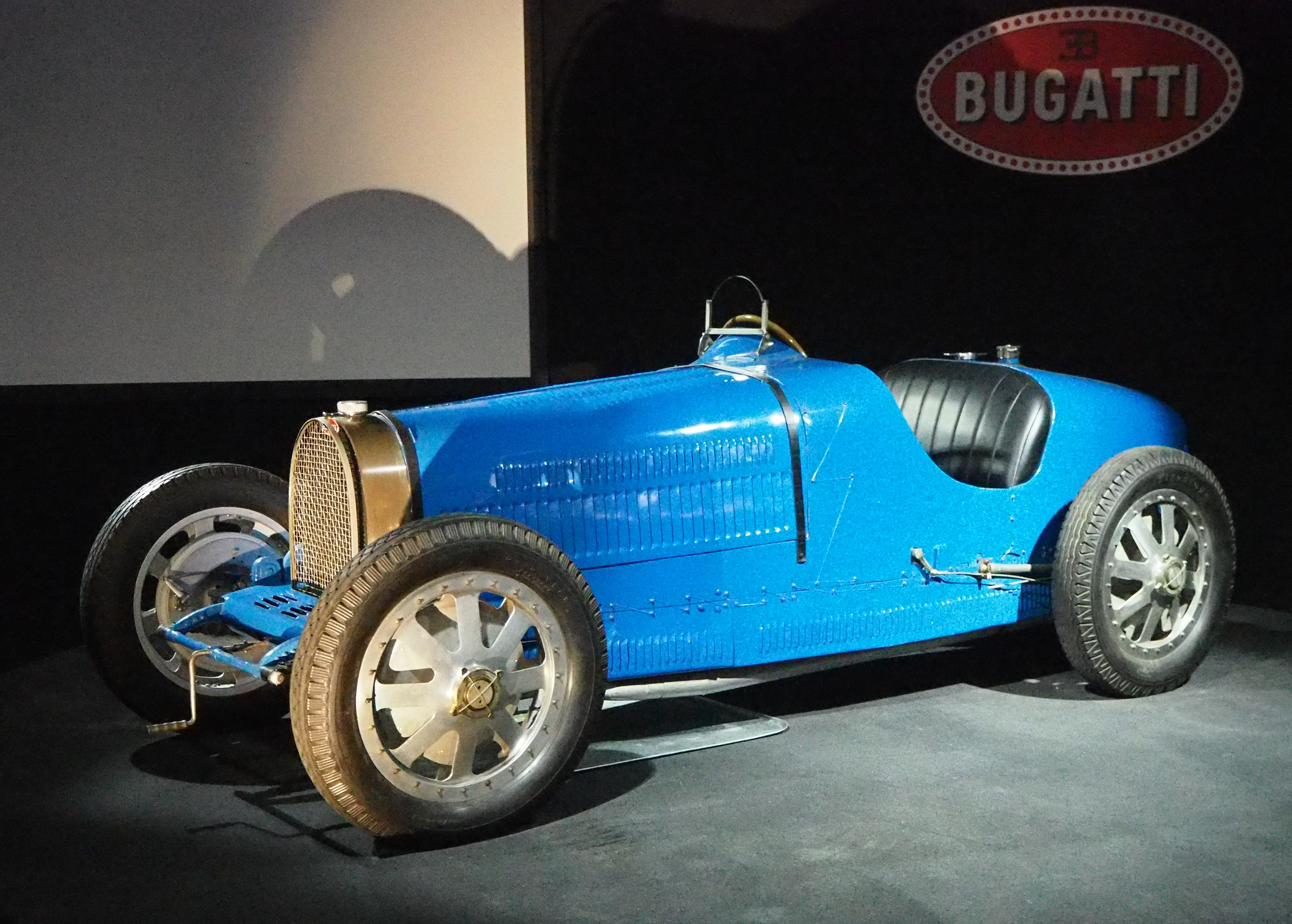

La Tipo 35 fu la vettura che meglio incarnava lo spirito originario delle Bugatti: leggerezza, bellezza e velocità. La Tipo 35 fu il capolavoro di Ettore Bugatti.
Lontana dal voler essere un capolavoro di stile, la Tipo 35 riuscì comunque ad incarnare il concetto di bellezza efficace adattata alle competizioni, in quanto il disegno essenziale del corpo vettura la rendeva ben adatta ai tracciati di tutto il mondo, dove peraltro dominò durante gran parte degli anni '20. Unica concessione fu quella relativa al radiatore a forma di ferro di cavallo, che assunse qui quella forma definitiva che salta alla mente non appena si pensa al marchio Bugatti. Il lungo cofano motore era chiuso da due cinte in cuoio, dietro di esso il piccolo abitacolo biposto molto arretrato, per chiudere con uno specchio di coda semiogivale, corto e appuntito. Quasi ogni zona del telaio, tranne una piccola parte davanti, era chiuso da lamierati, in modo da proteggere le parti meccaniche e assicurare una più efficace penetrazione aerodinamica, ma senza trascurare l'aspetto estetico, da sempre molto caro ad Ettore Bugatti anche quando si trattava di vetture da competizione.

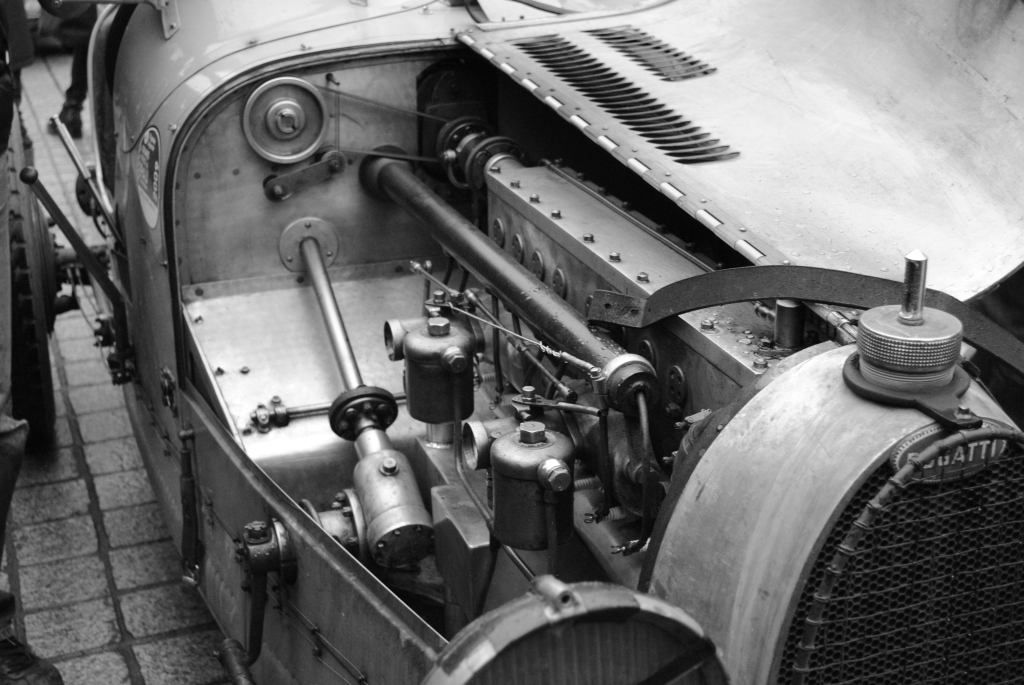
Il motore ad 8 cilindri in linea di Tipo 35

Tecnicamente, la Tipo 35 nasceva su un telaio a longheroni e traverse in acciaio, secondo la più classica delle impostazioni. I longheroni seguivano la forma della carrozzeria, convergendo nella parte posteriore e seguendo il disegno semiogivale della coda. Frontalmente, i longheroni erano facilmente distinguibili al di sotto del radiatore a ferro di cavallo e servivano come sostegno per le molle a balestra semiellittica longitudinali, mentre posteriormente il molleggio era affidato a balestre invertite a quarto d'ellisse, anch'esse montate seguendo il disegno della coda, perciò esattamente sotto il serbatoio della vettura. Una novità introdotta dalla Tipo 35 fu rappresentata dai caratteristici cerchi in lega leggera ad otto razze, un elemento che in seguito si ritroverà anche su altri modelli della casa di Molsheim. Un'altra caratteristica, in realtà molto meno visibile, ma che venne introdotta con la Tipo 35, fu l'assale anteriore cavo, in modo da ottenere un ulteriore risparmio di peso. Questo assale venne realizzato in acciaio al cromo-nichel. L'impianto frenante era invece a quattro tamburi. La Tipo 35 era equipaggiata con un motore ad 8 cilindri in linea da 1991 cm³, le cui dimensioni caratteristiche erano riprese da quelle dell'unità già presente sotto il cofano della Tipo 29 da gara. A differenza di quest'ultimo propulsore, però, venne effettuato un profondo lavoro di affinamento e alleggerimento delle parti in movimento, nonché ben più approfonditi test di affidabilità del motore stesso per non rischiare come nel caso della Tipo 29 stessa. La distribuzione era affidata ad un solo asse a camme in testa, che andava ad azionare le tre valvole presenti su ogni cilindro (due di aspirazione ed una di scarico), mentre l'albero motore e le bielle erano su cuscinetti. La potenza massima erogabile da questo propulsore era di 100 CV a 5000 giri/min. Il cambio era manuale a 4 rapporti, interfacciato al motore mediante una frizione multidisco in umido. Grazie a queste caratteristiche e al peso ridotto, la Tipo 35 poteva spuntare delle ottime prestazioni, arrivando a 185 km/h di velocità massima, rilevanti per un'autovettura da corsa di quell'epoca e di quella cilindrata. L'esordio sportivo della Tipo 35 avvenne nell'agosto 1924 al Gran Premio di Francia, che in quella edizione si tenne a Lione, ma fu al Gran Premio di San Sebastian dello stesso anno che colse la sua prima vittoria, che diede inizio alla grande saga dell'attività sportiva di questo modello e dei modelli da esso derivati.
La Tipo 35 originale, quella che debuttò appunto nel 1924, venne prodotta per tre anni appena, durante i quali ne vennero assemblati 96 esemplari.

#### Tipo 35A[5]

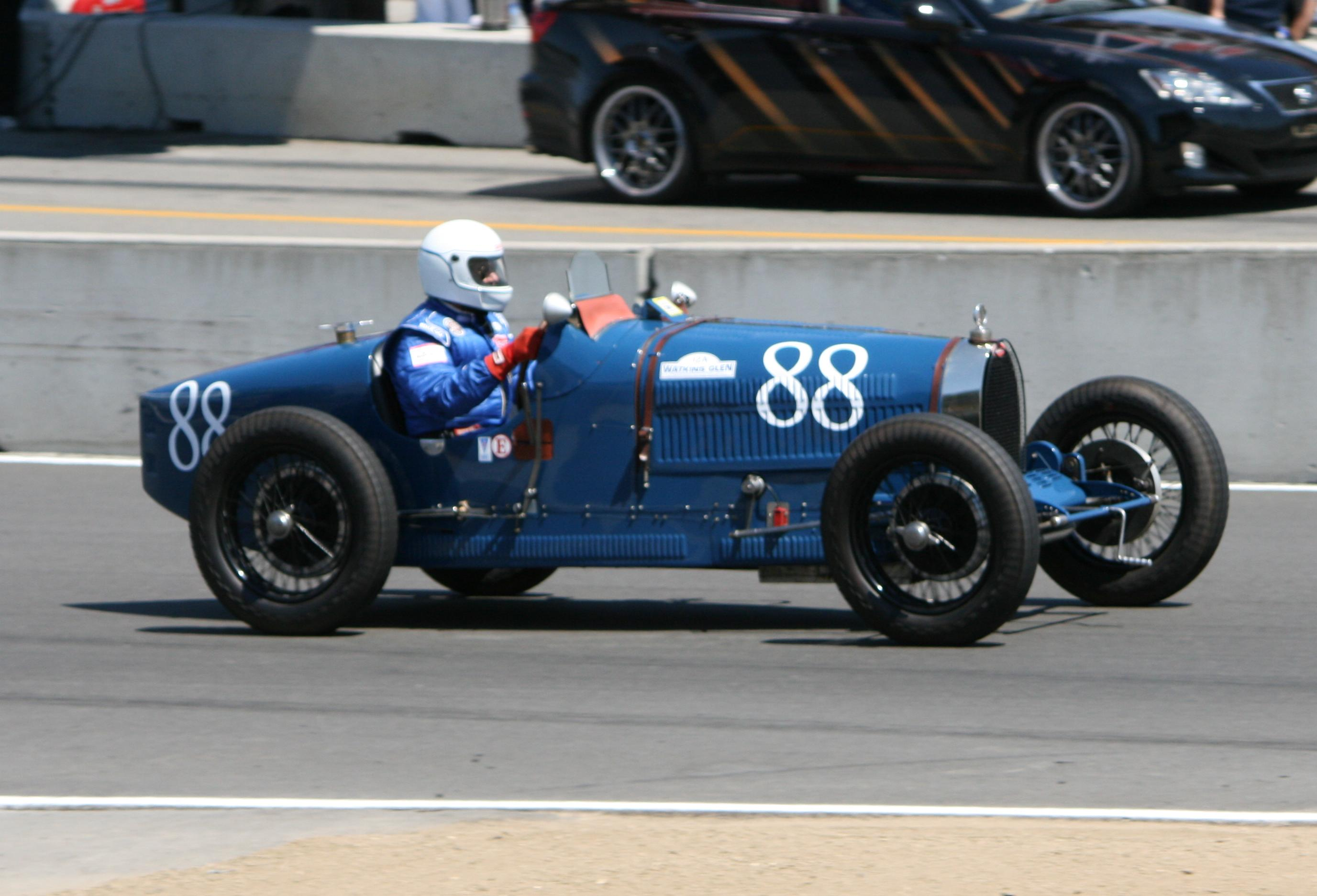
Una Tipo 35A, riconoscibile dalle ruote a raggi

Già nel maggio 1925, la Tipo 35 fu affiancata da una versione semplificata, denominata Type 35A, presto fu soprannominata Tecla, in quanto Tecla era un tale che all'epoca imitava articoli di gioielleria: tale modello era paragonabile ad una versione stradale di una vettura da competizione, destinata a clienti che apprezzavano le belle vetture sportive e il piacere di guida, ma che non avevano molta esperienza in campo agonistico. Si distingueva dalla Tipo 35 per il motore meno potente, che si fermava a 75 CV a 4300 giri/min per la riduzione del rapporto di compressione. L'alimentazione era sempre a due carburatori Solex, ma potevano essere impiegati anche i carburatori Zenith. Il motore aveva tre supporti di banco anziché cinque e l'accensione era a spinterogeno e non a magnete. Altra differenza rispetto alla Tipo 35 era il rapporto finale di trasmissione; la Tipo 35A raggiungeva i 160 km/h, un valore di tutto rispetto per l'epoca. Le ruote erano solo a raggi e non in lega, il che permette di distinguere al volo la Tipo 35A dalle altre Tipo 35. La Tipo 35A fu prodotta fino al 1929 in 139 esemplari.

#### Tipo 35C

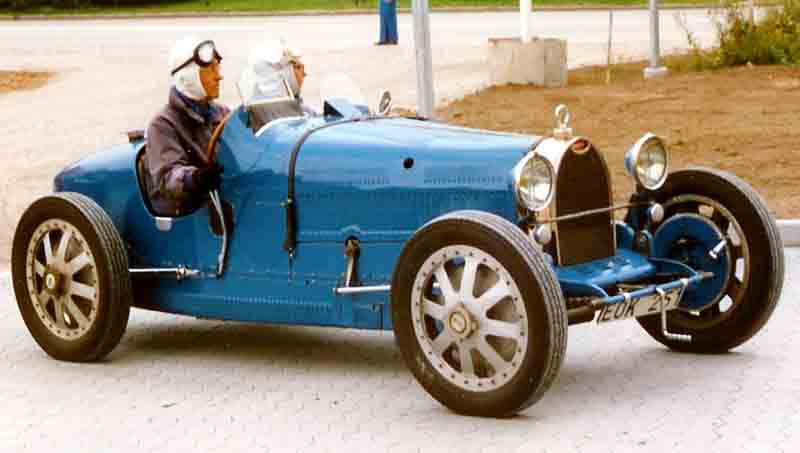
Una Type 35C

Introdotta nel 1927, la Tipo 35C non era altro che una Tipo 35 munita di compressore volumetrico. Nonostante Ettore Bugatti fosse sempre stato decisamente contrario ai motori sovralimentati, la Tipo 35C si rivelò invece una vettura azzeccata. Tale compressore, fornito dalla Roots, ma rivisitato dall'ingegnere italiano Edmondo Moglia, arrivato da non molto alla corte di Ettore Bugatti, permise alla Tipo 35C di raggiungere potenze massime comprese fra i 125 ed i 135 CV. La tecnica della sovralimentazione mediante compressore venne comunque già testata nel corso del 1926 su un paio di esemplari di Tipo 39, che funse quindi da base per la sviluppo della Tipo 35C. Per questo, non è del tutto esatto dire che la Tipo 35C sia stata la prima Bugatti sovralimentata. Per il resto, il motore mantenne intatte le caratteristiche di cilindrata, alesaggio e corsa tipiche della Tipo 35. In questo modo, la Tipo 35C riuscì fra l'altro ad aggiudicarsi le edizioni 1928 e 1930 del Gran Premio di Francia. La Tipo 35C viene generalmente considerata come la miglior Tipo 35 fra tutte quelle prodotte, per merito del suo perfetto bilanciamento fra prestazioni, maneggevolezza e tenuta di strada. Alcune migliorie vennero infatti apportate anche alla meccanica del telaio, in modo da rendere la vettura più agile. La produzione di questa versione ammontò a 50 esemplari.

#### Tipo 35T

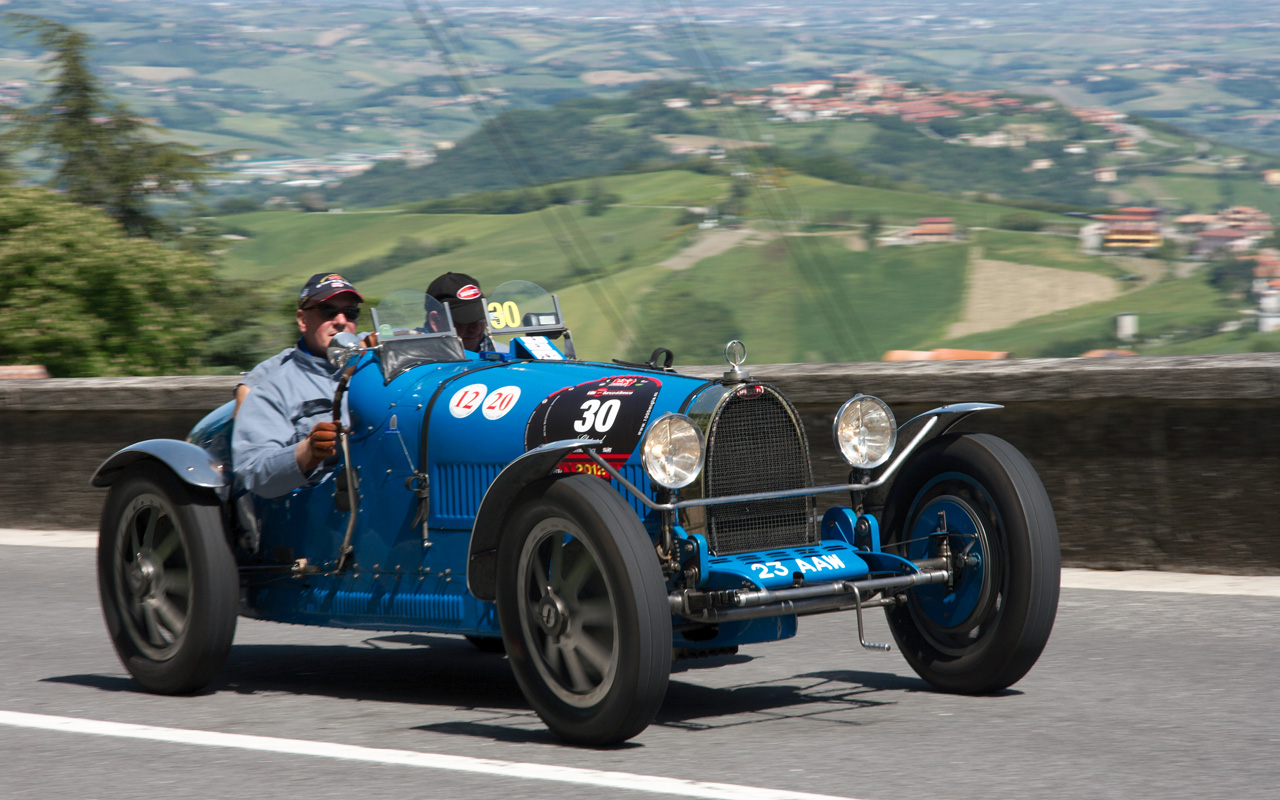
Una Tipo 35T

La Tipo 35T venne introdotta nella primavera del 1926 e di fatto non era che una Tipo 35 con motore maggiorato: la cilindrata in questo modello salì infatti a 2262 cm³, grazie alla maggiorazione della corsa, portata da 88 a 100 mm, mentre l'alesaggio rimase invariato a 60 mm. Rispetto alla Tipo 35, la potenza massima aumentò solo di poco, rimanendo anch'esso intorno ai 100 CV, ma migliorando invece nell'erogazione della coppia motrice e nella velocità massima, che toccava i 190 km/h. La Tipo 35T doveva essere una versione preparata appositamente per la Targa Florio. In realtà non ebbe alcuna possibilità di gareggiarvi, in quanto i regolamenti cambiarono improvvisamente limitando la cilindrata massima delle vetture partecipanti a soli 2 litri. Solo 13 furono gli esemplari di Tipo 35T prodotti. Alcuni di questi pochi esemplari vennero equipaggiati in un secondo momento con un compressore volumetrico simile a quello delle Tipo 35C, dando luogo ad un modello denominato Tipo 35TC, da non confondere però con la successiva Tipo 35B

#### Tipo 35B

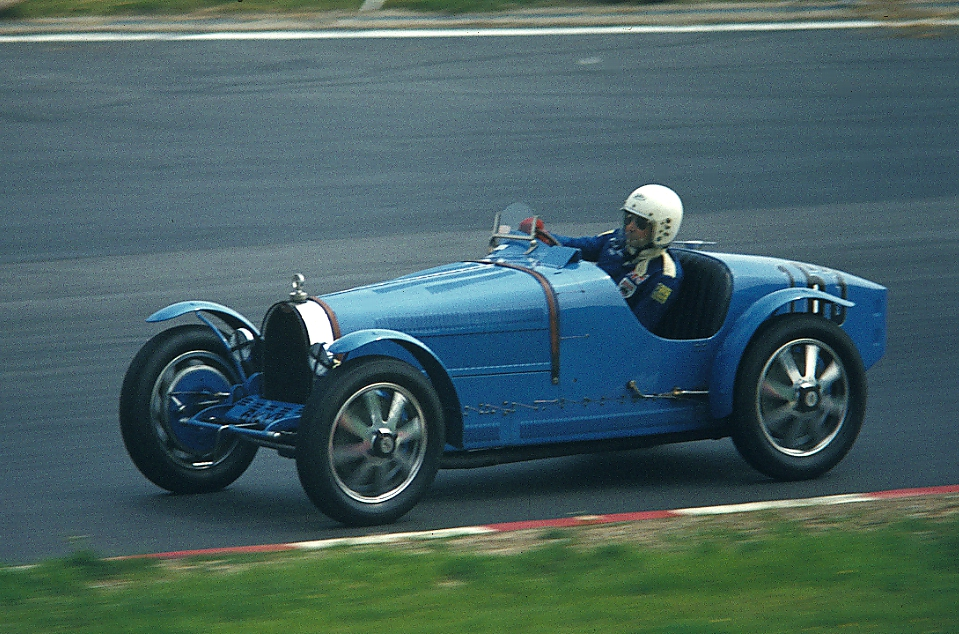
Una Tipo 35B

Se la Tipo 35TC era una Tipo 35T equipaggiata in un secondo momento con un compressore volumetrico, la Tipo 35B era invece una Tipo 35T che il compressore volumetrico lo prevedeva fin dall'origine e fin dalla sua uscita dalla fabbrica di Molsheim. Introdotto all'inizio del 1927, il modello Tipo 35B era anch'esso caratterizzato dal motore di cilindrata pari a 2262 cm3, ma l'apporto del compressore volumetrico, simile a quello impiegato nella Tipo 35C, permise di raggiungere una potenza massima di 140 CV a 5300 giri/min. Altre migliorie riguardarono l'arrivo di freni di diametro maggiore (330 mm) e radiatore più grande. Con queste caratteristiche, la Tipo 35B poteva raggiungere una velocità massima di 210 km/h. Nonostante queste caratteristiche di indubbia levatura, la Tipo 35B non arrivò mai ad intaccare l'aggressività della Tipo 35C, in quanto il suo motore a corsa allungata, se da un lato permetteva l'erogazione di una maggior coppia ai bassi regimi, dall'altro non permetteva invece di raggiungere regimi di rotazione elevati come nel caso della Tipo 35C, una condizione necessaria per poter sfruttare al meglio e in ogni momento della gara la potenza massima del motore. In ogni caso anche per la Tipo 35B i successi non mancarono: un esemplare vinse tra l'altro il Gran Premio di Francia del 1929. La Tipo 35B venne prodotta fino al 1930 in soli 45 esemplari e fu l'ultima Tipo 35 a essere stata introdotta e ad uscire di scena alla fine del decennio.

### Le derivate
Dalla Tipo 35 non derivarono solo le versioni viste nei paragrafi precedenti, ma anche altre versioni ribattezzate con nuovi numeri di sigla. Eccole di seguito con una breve descrizione.

#### Tipo 37
La Tipo 37 fu prodotta a partire dal 1926, anno in cui fu tolta di produzione la Tipo 13. La Tipo 37 nacque proprio per sostituire la piccola sportiva. Questa vettura fu realizzata partendo dal telaio e dal corpo vettura della Tipo 35, montandovi però un 4 cilindri aspirato da 1496 cm³, quest'ultimo derivato dal motore dimezzato del prototipo Tipo 28, caratterizzato guarda caso proprio dalle stesse misure di alesaggio e corsa (69 x 100 mm), ma ovviamente dalla cilindrata doppia (2991 cm3). La potenza massima di questo propulsore, che in quello stesso 1926 venne montato anche sotto il cofano della Bugatti Tipo 40 (versione borghese della Tipo 37), era di 60 CV a 4500 giri/min. La distribuzione era affidata ad un singolo asse a camme in testa, che andava ad azionare anche in questo caso le già note tre valvole per cilindro, mentre l'albero a gomiti ruotava su cinque supporti di banco. Per quanto riguarda la meccanica telaistica, la Tipo 37 ereditava dalla Tipo 35 l'intero comparto sospensioni, mentre per quanto riguardava l'impianto frenante, inizialmente furono utilizzati dei tamburi di piccolo diametro, sostituiti però successivamente da altri tamburi di maggiori dimensioni. Esteriormente, la Tipo 37 poteva essere scambiata per una Tipo 35A, dal momento che anche la Tipo 37 montava ruote a raggi in luogo di quelle in lega ad otto razze tipiche delle altre Tipo 35. Con tali caratteristiche, la Tipo 37 raccolse di fatto l'eredità della Tipo 13. La Tipo 37A raggiungeva una velocità massima di 150 km/h.
A fianco alla Tipo 37 fu prodotta anche la Tipo 37A, che si differenziava dalla prima per la presenza del compressore volumetrico, grazie al quale la potenza massima saliva intorno agli 85-95 CV. Venne montato anche un carburatore di maggior dimensioni di ruote in lega anziché a raggi e di freni di maggior diametro: 330 mm invece di 270mm.La velocità massima della Tipo 37A era di circa 170 km/h, variabile comunque a seconda della potenza reale del motore. Tra il 1926 ed il 1930 furono prodotte 290 Tipo 37, di cui 67 Tipo 37A.

#### Tipo 39
La Tipo 39 è una nuova derivazione della Tipo 35. Il telaio ed il corpo vettura di quest'ultima furono in questo caso equipaggiati da un nuovo 8 cilindri della cilindrata di soli 1493 cm³, anch'esso a tre valvole per cilindro e anch'esso a singolo albero a camme in testa. Quindi, rispetto alla Tipo 37 cambia sostanzialmente il frazionamento del motore, questa volta non più a 4 ma ad 8 cilindri. Anche i valori di potenza massima cambiarono, e in meglio: la Tipo 39 in versione aspirata erogava fino a 100 CV, mentre la Tipo 39A, ossia la versione dotata di compressore volumetrico, arrivava fino a 130 CV.
La Tipo 39 e la Tipo 39A furono prodotte complessivamente tra il 1924 ed il 1931 in soli 10 esemplari.

## Attività sportiva

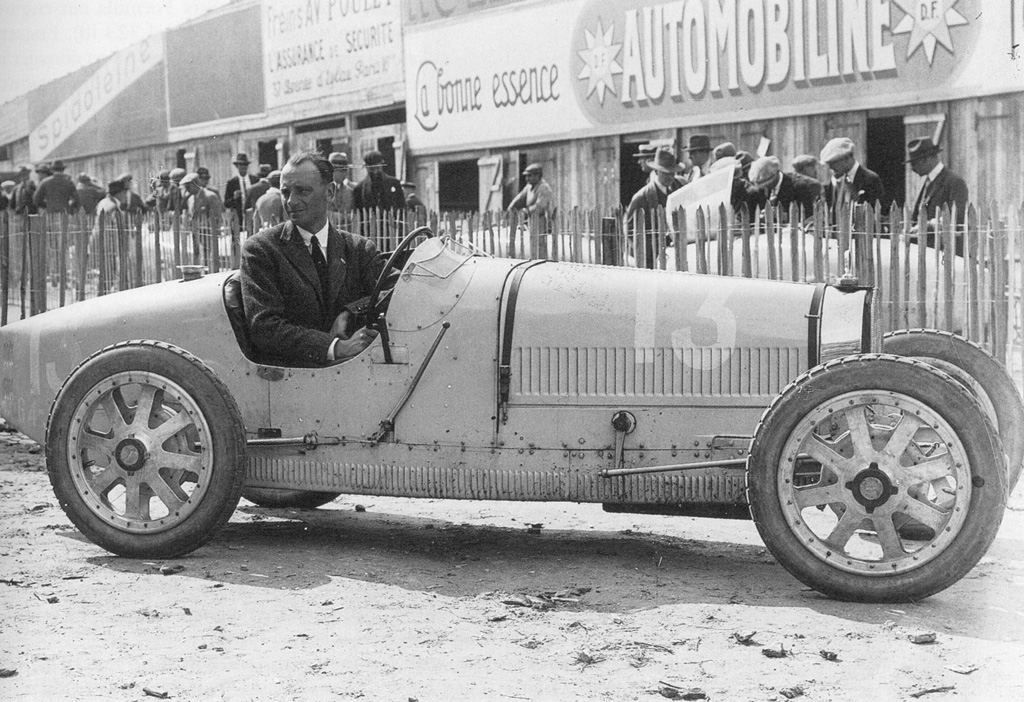
La Tipo 35 di Meo Costantini al debutto a Lione, 1924

La Tipo 35 in tutte le sue declinazioni ebbe una gloriosa carriera sportiva, diventando una delle più vincenti vetture sportive di tutti i tempi. Non si conosce l'esatto numero delle vittorie, intorno a duemila quelle documentabili. L'esordio non fu felice: al Gran Premio di Francia del 1924, a Lione, Bugatti fece giungere in forze la sua schiera di 5 piloti, fra i migliori dell'epoca: Meo Costantini, Jean Chassagne, Ernest Friderich, Leonce Garnier e Pierre de Vizcaya, alcuni dei quali già plurivittoriosi su Tipo 13. Ma la sfortuna colpì le Bugatti: de Vizcaya rinunciò per un incidente, Costantini abbandonò per un guasto allo sterzo, e gli altri tre bucarono: non si verificò alcun incidente ma furono settimo, ottavo e undicesimo. Ma dal Gran Premio di San Sebastian in poi venne fuori la carica della Tipo 35.
Tra gli exploit più memorabili vanno sicuramente menzionate le 5 vittorie consecutive alla Targa Florio, fra il 1925 e il 1929, ma anche il titolo mondiale di Jules Goux nel 1926, su Bugatti Tipo 39A. Vi furono anche tragedie, come la morte di Pietro Bordino. Il 15 aprile 1928 volle provare una Tipo 35C ad Alessandria, prima di una gara, ma uscì di strada, un cane improvvisamente attraversò la strada, e in seguito al ribaltamento della vettura in un torrente il pilota morì annegato e il co-pilota, gravemente ferito, morì poco dopo.
Di seguito solo alcune fra le principali vittorie della Tipo 35:

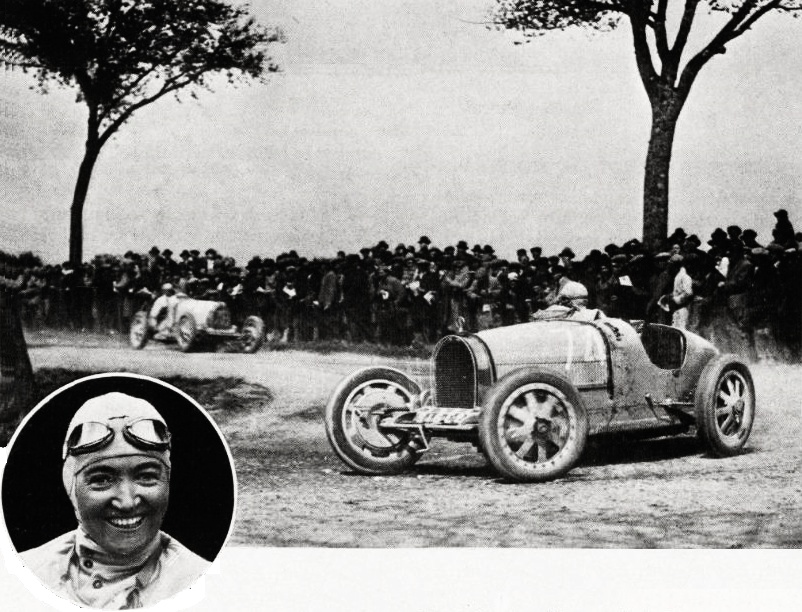
Anche alcune pilote hanno pilotato le Tipo 35: fra queste Janine Jennky, qui vittoriosa alla Coppa di Borgogna del 1928 su Bugatti Tipo 35C

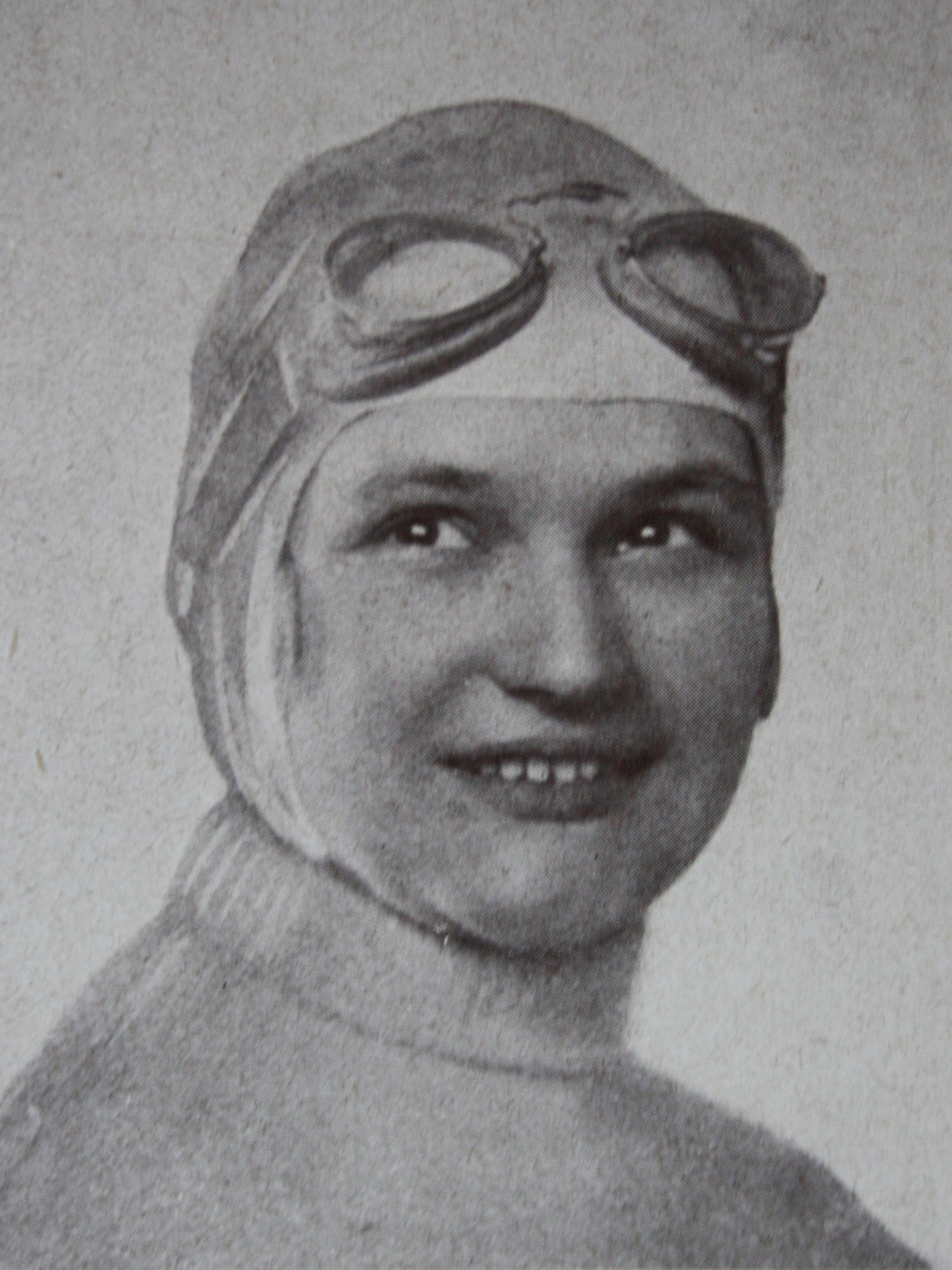
Un'altra pilota Bugatti famosa fu Eliška Junková

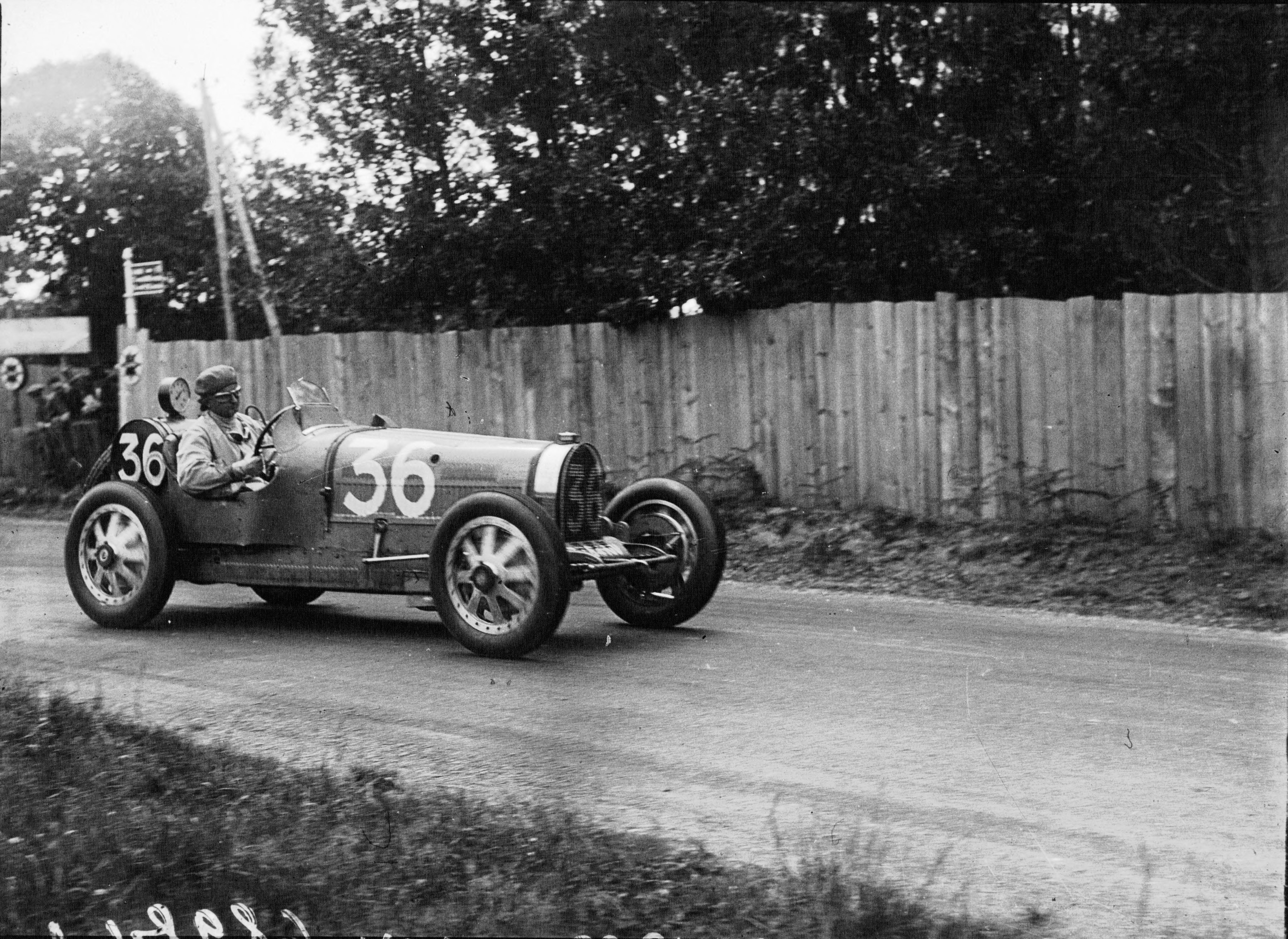
Il pilota William Grover-Williams, "W Williams", vincitore del Gran Premio di Francia del 1929

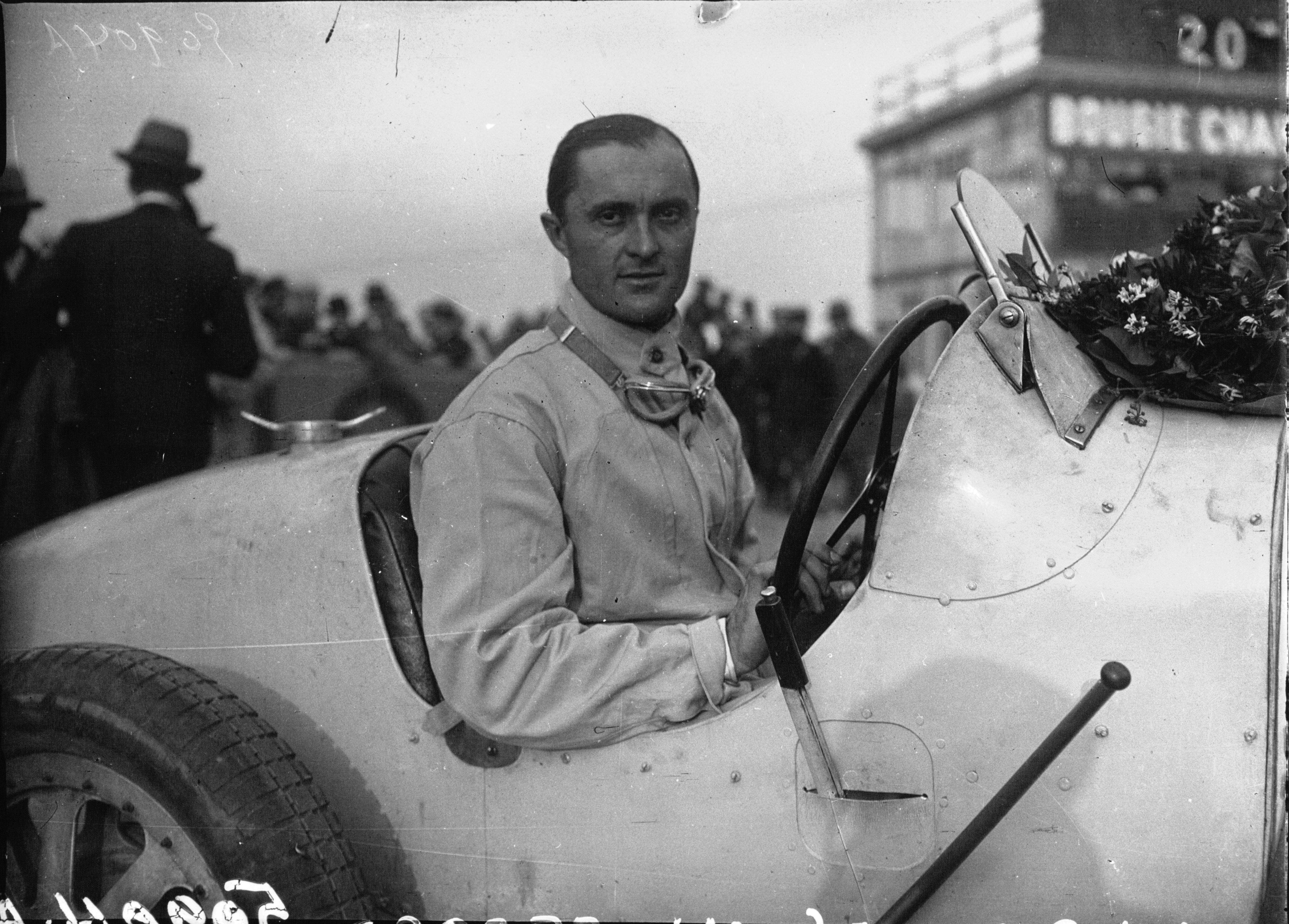
Louis Chiron, uno dei più vittoriosi piloti su Bugatti Tipo 35

| Principali vittorie e piazzamenti della Tipo 35 e derivate |                              |                      |          |           |
| Data                                                       | Evento                       | Pilota               | Vettura  | Posizione |
| 25 settembre 1924                                          | Gran Premio di San Sebastián | Meo Costantini       | Tipo 35  | 2         |
| 3 maggio 1925                                              | Targa Florio                 | Meo Costantini       | Tipo 35  | 1         |
| 6 settembre 1925                                           | Gran Premio d'Italia         | Meo Costantini       | Tipo 39  | 3         |
| 19 settembre 1925                                          | Gran Premio di San Sebastian | Pierre de Vizcaya    | Tipo 35  | 4         |
| 28 marzo 1926                                              | Premio Reale di Roma         | Aymo Maggi           | Tipo 35  | 1         |
| 25 aprile 1926                                             | Targa Florio                 | Meo Costantini       | Tipo 35T | 1         |
| 27 giugno 1926                                             | Gran Premio di Francia       | Jules Goux           | Tipo 39  | 1         |
| 18 luglio 1926                                             | Gran Premio di San Sebastian | Jules Goux           | Tipo 39A | 1         |
| 7 agosto 1926                                              | Gran Premio di Gran Bretagna | Malcolm Campbell     | Tipo 39A | 2         |
| 5 settembre                                                | Gran Premio d'Italia         | Louis Charavel       | Tipo 39A | 1         |
| 5 settembre                                                | Gran Premio d'Italia         | Meo Costantini       | Tipo 39A | 2         |
| 12 settembre 1926                                          | Gran Premio di Milano        | Meo Costantini       | Tipo 35C | 1         |
| 6 marzo 1927                                               | Gran Premio di Tripoli       | Emilio Materassi     | Tipo 35C | 1         |
| 24 aprile 1927                                             | Targa Florio                 | Emilio Materassi     | Tipo 35C | 1         |
| 25 luglio 1927                                             | Gran Premio di San Sebastian | Emilio Materassi     | Tipo 35C | 1         |
| 25 settembre 1927                                          | Course de côte de Gaillon    | Janine Jennky        | Tipo 35C | 1         |
| 6 maggio 1928                                              | Targa Florio                 | Albert Divo          | Tipo 35B | 1         |
| 16 maggio 1928                                             | Gran Premio della Borgogna   | Janine Jennky        | Tipo 35C | 1         |
| 10 giugno 1928                                             | Premio Reale di Roma         | Louis Chiron         | Tipo 35C | 1         |
| 1º luglio 1928                                             | Gran Premio di Francia       | W Williams           | Tipo 35C | 1         |
| 5 luglio 1928                                              | Gran Premio della Marna      | Louis Chiron         | Tipo 35B | 1         |
| 25 luglio 1928                                             | Gran Premio di San Sebastian | Louis Chiron         | Tipo 35C | 1         |
| 29 luglio 1928                                             | Gran Premio di Spagna        | Louis Chiron         | Tipo 35C | 1         |
| 9 settembre 1928                                           | Gran Premio d'Italia         | Louis Chiron         | Tipo 35C | 1         |
| 9 settembre 1928                                           | Gran Premio d'Italia         | Tazio Nuvolari       | Tipo 35C | 3         |
| 5 maggio 1929                                              | Targa Florio                 | Albert Divo          | Tipo 35C | 1         |
| 30 giugno 1929                                             | Gran Premio di Francia       | W Williams           | Tipo 35B | 1         |
| 30 giugno 1929                                             | Gran Premio di Francia       | Caberto Conelli      | Tipo 35C | 3         |
| 30 giugno 1929                                             | Gran Premio di Francia       | Albert Divo          | Tipo 35B | 4         |
| 14 luglio 1929                                             | Gran Premio di Germania      | Louis Chiron         | Tipo 35C | 1         |
| 14 luglio 1929                                             | Gran Premio di Germania      | Georges Philippe     | Tipo 35C | 2         |
| 14 luglio 1929                                             | Gran Premio di Germania      | Guy Bouriat          | Tipo 35C | 4         |
| 14 luglio 1929                                             | Gran Premio di Germania      | Mario Lepori         | Tipo 35B | 5         |
| 25 luglio 1929                                             | Gran Premio di Spagna        | Louis Chiron         | Tipo 35B | 1         |
| 25 luglio 1929                                             | Gran Premio di Spagna        | Georges Philippe     | Tipo 35C | 2         |
| 25 luglio 1929                                             | Gran Premio di Spagna        | Marcel Lehoux        | Tipo 35C | 3         |
| 6 aprile 1930                                              | Gran Premio di Monaco        | René Dreyfus         | Tipo 35B | 1         |
| 6 aprile 1930                                              | Gran Premio di Monaco        | Louis Chiron         | Tipo 35C | 2         |
| 6 aprile 1930                                              | Gran Premio di Monaco        | Guy Bouriat          | Tipo 35C | 3         |
| 20 luglio 1930                                             | Gran Premio del Belgio       | Louis Chiron         | Tipo 35C | 1         |
| 20 luglio 1930                                             | Gran Premio del Belgio       | Guy Bouriat          | Tipo 35C | 2         |
| 20 luglio 1930                                             | Gran Premio del Belgio       | Albert Divo          | Tipo 35C | 3         |
| 21 settembre 1930                                          | Gran Premio di Francia       | Philippe Etancelin   | Tipo 35C | 1         |
| 21 settembre 1930                                          | Gran Premio di Francia       | Juan Zanelli         | Tipo 35B | 3         |
| 21 settembre 1930                                          | Gran Premio di Francia       | Stanislas Czaikowski | Tipo 35C | 4         |
| 21 settembre 1930                                          | Gran Premio di Francia       | Jean de l'Espee      | Tipo 35C | 5         |